# Heunetz
Heunetze sind hauptsächlich in der Pferdehaltung besonders beim Transport eine sinnvolle Alternative zur Bodenfütterung. Eine konventionellen Raufe ist aber meistens die bessere Methode zur Heufütterung, insbesondere in der Stall- und Offenstallhaltung.

## Anbringung
Heunetze sollten möglichst tief angebracht werden, damit die Pferde in ihrer natürlichen Weidehaltung fressen können. Dadurch lassen sich Verspannungen im Hals und Rücken vermeiden. Gleichzeitig muss darauf geachtet werden, dass die Pferde sich nicht mit den Hufen im Netz verfangen. Im Pferdehänger werden Heunetze mit Karabinerhaken an der Frontseite des Hängers in Höhe des Pferdemauls angebracht. Hier dienen sie weniger der Ernährung, sondern vor allem der beruhigenden Beschäftigung. Im Freien lassen sich Heunetze auch zwischen zwei Pfählen anbringen. Damit sind sie von allen Seiten für die Tiere erreichbar und können zu jeder Zeit unkompliziert an anderer Stelle angebracht werden.

## Vorteile
Die Fresszeit erhöht sich am Heunetz, die Pferde sind länger beschäftigt und es geht weniger Heu verloren, da weniger in den Boden getreten und verschmutzt wird. Die Fresshaltung ist ähnlich naturnah wie vom Boden aus, da Pferde das Heu aus dem Netz rupfen, ähnlich dem Prozess, wie sie hohes Gras abreißen würden.

## Nachteile
Für größere Herden ab vier Pferden sind mehrere Heunetze notwendig, damit jedes Pferd einen Platz findet und trotz niederem Rang genug Heu bekommt. Damit verbunden sind mehrere Pfähle nötig, es geht Platz für den freien Auslauf verloren. Reichen ranghöhere Pferde beim Fressen über das Heunetz, können rangniedere Pferde von ihrem Fressplatz vertrieben werden.
Eine zu hohe Aufhängung entspricht nicht der anatomisch gegebenen Fresshaltung des Pferdes. Heunetze müssen deshalb tief über dem Boden angebracht werden. Bei beschlagenen Pferden erhöht sich dabei die Gefahr, dass sie mit den Hufeisen im Heunetz hängen bleiben. Da Heunetze beim Fressen meist über den Augen hängen, sind Augenentzündungen durch Heustaub möglich.

## Maschengrößen
Heunetze gibt es in verschiedenen Maschengrößen von etwa vier bis zehn Zentimetern. Erfahrungswerte zeigen, dass auch Großpferde gut mit den kleinen Maschen zurechtkommen. Bei größeren Maschen könnte die Gefahr bestehen, dass Pferde beim Ausschlagen mit den Vorderhufen im Netz hängen bleiben.